# Sparkasse Paderborn-Detmold-Höxter
Die Sparkasse Paderborn-Detmold-Höxter ist ein öffentlich-rechtliches Kreditinstitut mit Sitz in Detmold und Paderborn.

## Organisation
Als Anstalt des öffentlichen Rechts unterliegt die Sparkasse Paderborn-Detmold-Höxter dem Sparkassengesetz NRW. Die zuständige Aufsichtsbehörde ist die Bundesanstalt für Finanzdienstleistungsaufsicht (BaFin) in Bonn. Der zuständige Sparkassenverband ist der Sparkassenverband Westfalen-Lippe. Die Organe der Sparkasse sind der Vorstand, der Verwaltungsrat und der Kreditausschuss.

## Geschäftstätigkeit

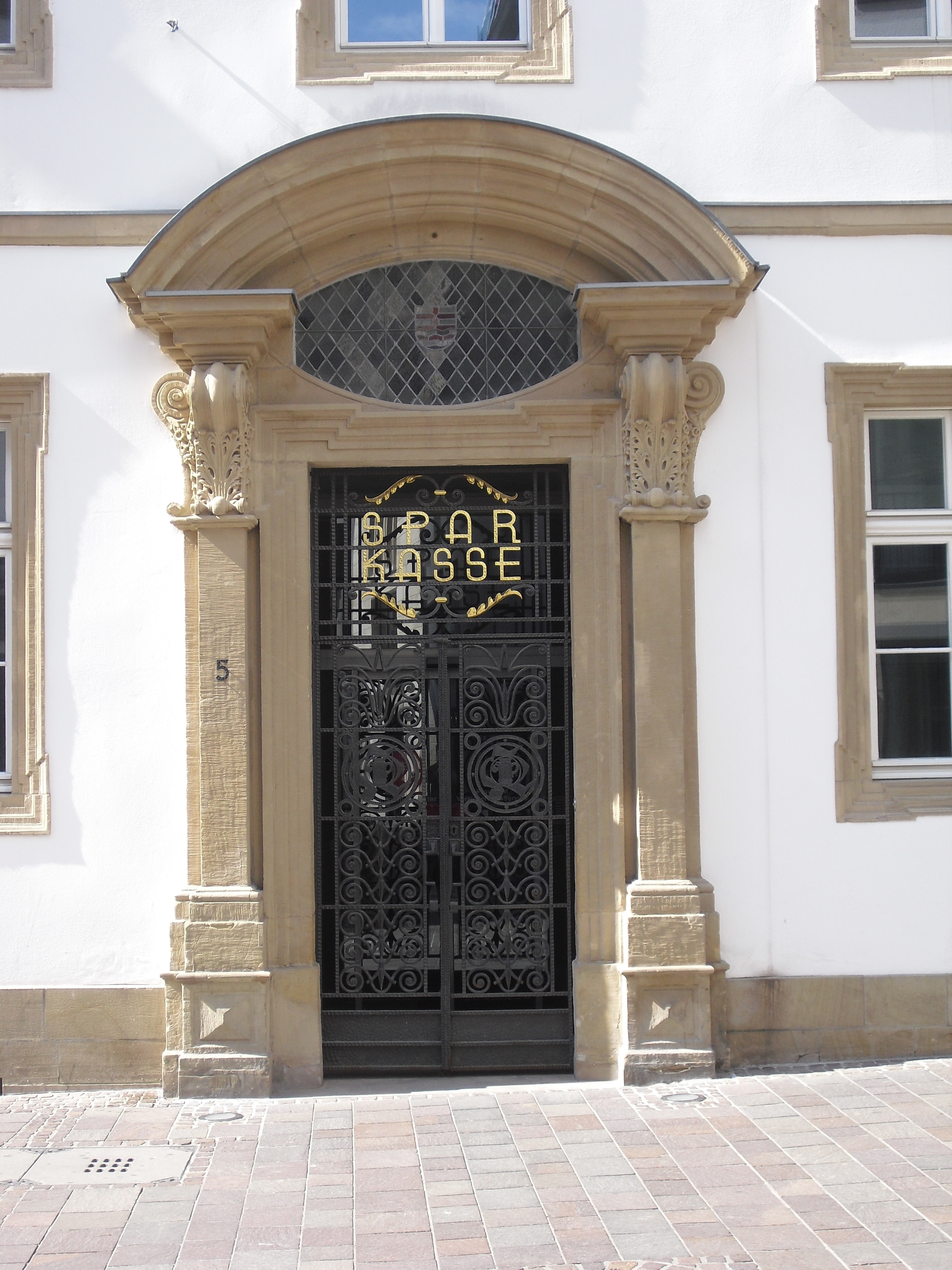
Historisches Portal der Filiale Schildern

Die Sparkasse Paderborn-Detmold-Höxter unterhält in ihrem Geschäftsgebiet, das das Gebiet der Städte Barntrup, Blomberg, Bad Driburg, Beverungen, Borgentreich, Brakel, Delbrück, Detmold, Horn-Bad Meinberg, Höxter, Lage, Lügde, Marienmünster, Nieheim, Schieder-Schwalenberg, Steinheim, Warburg, Willebadessen, Paderborn, Marsberg, Büren, Bad Wünnenberg, Lichtenau, Salzkotten und Bad Lippspringe sowie der Gemeinden Augustdorf, Schlangen, Hövelhof, Altenbeken und Borchen betrifft, insgesamt 82 Filialen.
Träger der Sparkasse ist der Sparkassenzweckverband der Kreise Höxter, Lippe und Paderborn sowie der Städte Barntrup, Blomberg, Delbrück, Detmold, Horn-Bad Meinberg, Höxter, Lage, Marsberg, Paderborn und Warburg.

## Historie
Zur Historie der Vorgängerinstitute: siehe Sparkasse Detmold, Sparkasse Paderborn, Stadtsparkasse Blomberg/Lippe, Sparkasse Höxter und Stadtsparkasse Delbrück
Am 13. März 1786 wurde mit der Gründung der Gräflich-Lippische Leihekasse zu Detmold die historische Grundlage der heutigen Sparkasse gelegt. Erster Kommissar der Leihekasse war Friedrich Wilhelm Helwing. Sie gilt damit als eine der ältesten bestehenden Sparkassen in Deutschland, weshalb die Sparkasse Detmold 2012 auch als aufnehmende Sparkasse bei der Fusion mit der Sparkasse Paderborn gewählt wurde.
Am 1. April 2020 erfolgte der Zusammenschluss der Sparkasse Paderborn-Detmold mit der Stadtsparkasse Blomberg/Lippe. Aufnehmende Sparkasse wurde die Sparkasse Paderborn-Detmold.
Am 1. April 2023 hat die bisherige Sparkasse Paderborn-Detmold die Sparkasse Höxter und die Stadtsparkasse Delbrück aufgenommen. Gleichzeitig fand die Umbenennung in Sparkasse Paderborn-Detmold-Höxter statt.